# Иличић
Иличић је српско и хрватско презиме. Значајни људи са презименом су:
- Јосип Иличић (рођен 1988), словеначки фудбалер поријеклом босански Хрват